# Emmerthal
Emmerthal (Ausspracheⓘ) ist eine Gemeinde im Landkreis Hameln-Pyrmont in Niedersachsen. Sie besteht aus 17 ehemals selbständigen Orten beiderseits der Weser im Naturpark Weserbergland.

## Gemeindegliederung
Der Sitz der Gemeindeverwaltung befindet sich in Kirchohsen. Die Gemeinde besteht aus vier Ortschaften mit 17 Ortsteilen:
- Amelgatzen, bestehend aus den früheren Gemeinden Amelgatzen, Hämelschenburg und Welsede
- Börry, bestehend aus den früheren Gemeinden Börry, Bessinghausen, Brockensen, Esperde, Frenke, Hajen und Latferde
- Emmerthal, bestehend aus den früheren Gemeinden Emmern, Hagenohsen, Kirchohsen, Ohr und Voremberg
- Grohnde, bestehend aus dem früheren Flecken Grohnde und der früheren Gemeinde Lüntorf

## Geschichte

### Vor- und Frühgeschichte
Ältester Nachweis menschlicher Existenz in der Umgebung ist ein auf 60.000 Jahre geschätzter Faustkeil, der sich im Besitz des Hamelner Museums befindet. Den Anschluss an ein frühes Wegenetz ermöglichte eine Furt durch die Weser. An den Hellweg erinnern Straßennamen und der Hellberg.

### Mittelalter
Emmerthal lag im „Tilithigau“. Karl der Große soll um 780 in „Ohsen“ (das spätere „Kirchohsen“ und heutiger Sitz der Verwaltung im Kernbereich der Gemeinde Emmerthal) ein Missionszentrum mit Kirche gegründet haben, das von etwa 800 bis 1200 Archidiakonat des Bischofs von Minden war. Das Kloster St. Bonifatius bestand zwar schon seit etwa 800, aber der Bischof wählte das verkehrsgünstige Ohsen als Sitz seines Archidiakons und Stellvertreters.
Im Jahre 1004 fand die erste urkundliche Erwähnung Ohsens statt. König Heinrich II., der Heilige, unterzeichnete eine Urkunde in der Villa Ohsen (vermutlich einem Königshof). Im Spannungsfeld der Auseinandersetzungen zwischen Franken, Sachsen und Welfen („Heinrich der Löwe“) entfalteten die Grafen von Everstein von ihrer auf dem Everstein zwischen Lobach und Negenborn (westlich von Stadtoldendorf) gelegenen Burg Everstein aus Selbständigkeit und Macht. Mit ihren Burgen zu Hermersen (Hämelschenburg), der Burg Waldau, der Burg Ohsen und dem Rittergut Ohr prägten sie im 12. und 13. Jahrhundert den Emmerthaler Raum.
Weitere urkundliche Erwähnungen von Ohsen stammen aus dem Jahr 1259. Nach dem Ende des Herzogtums Sachsens waren die Grafen von Everstein und die Edelherren von Homburg die mächtigsten Dynastien in Südniedersachsen. Im Bereich der Weser überschnitten sich die Besitzungen der Familien. Die Homburger standen in den Wirren der Zeit auf der Seite Heinrichs des Löwen, die Grafen von Everstein kämpften mit Kaiser Friedrich Barbarossa. Nach Heinrichs Sturz suchten die Eversteiner Grafen Schutz beim Bischof von Köln und übertrugen ihm die Burg Ohsen. Doch konnten die Grafen den Vorstoß Heinrich des Löwen nicht aufhalten: Sie mussten Burg Everstein aufgegeben und zogen nach Ohsen.
Ab 1408 unterstand das Amt Ohsen dem Fürstentum Calenberg.

### Neuzeit

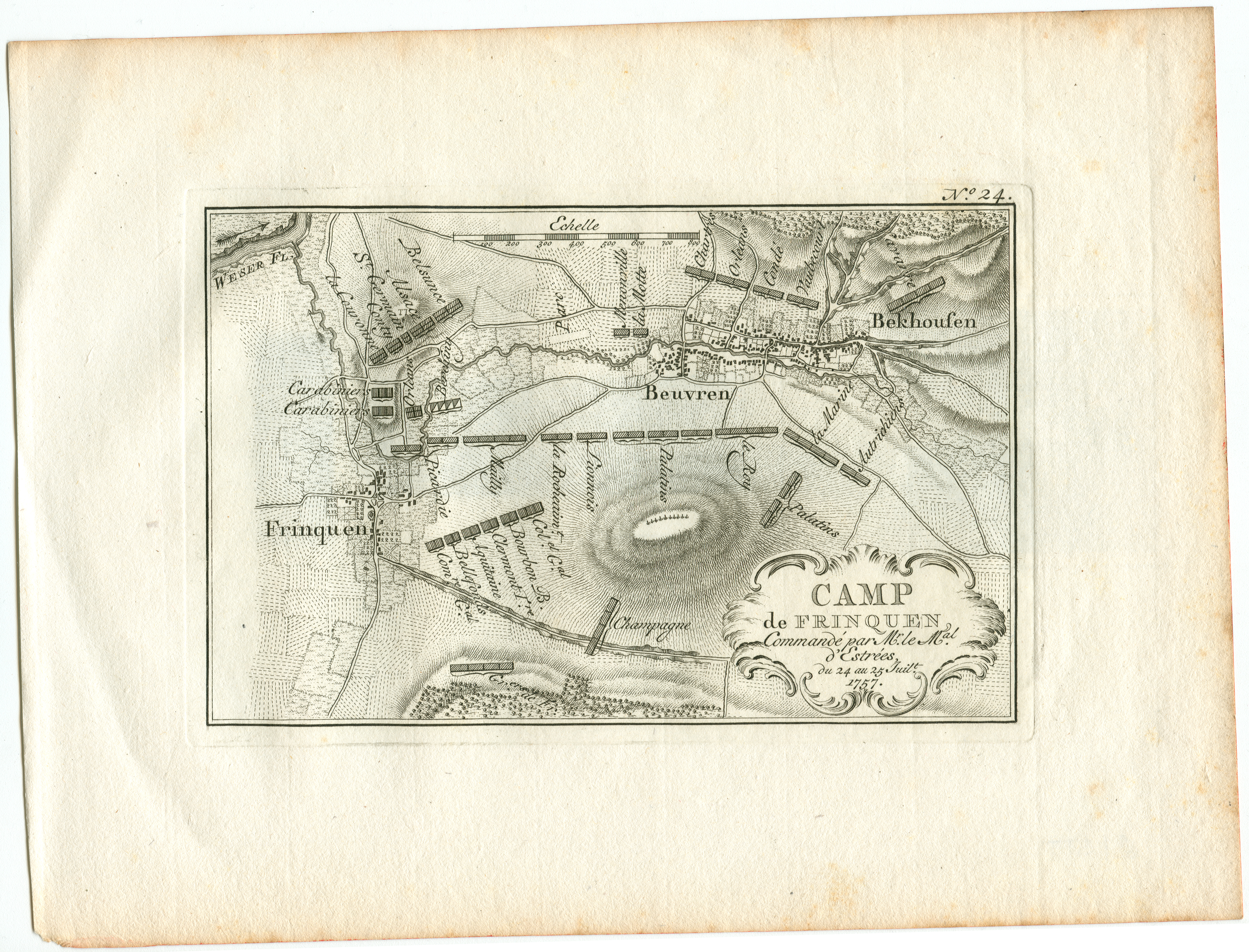
Frenke und Börry 1757, Kupferstich von Jakobus van der Schley

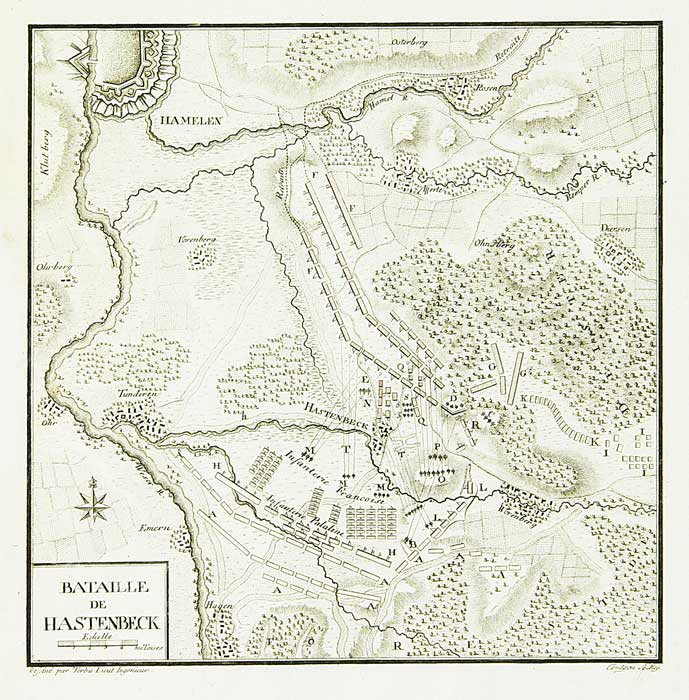
Hagenohsen, Emmern, Ohr und Voremberg auf einer topographischen Karte um 1790

Der Raum Emmerthal hat eine wechselvolle Geschichte mit Kriegshandlungen und dem Wüstfallen von Siedlungen zu verzeichnen.
- Die protestantische St. Marienkirche von 1563 blieb im Dreißigjährigen Krieg nur durch Anna Klenckes Mut und Tillys Androhung der Todesstrafe vor den Plünderungen und Brandschatzungen der katholischen Truppen verschont. Dagegen wurde die Weser-Brücke von Grohnde 1633 zerstört. Heute gibt es dort eine Gierseilfähre.
- Im Siebenjährigen Krieg wurde Hämelschenburg besetzt. Am 24. und 25. Juli 1757 schlugen die französischen Truppen unter dem Kommando von Marschall d’Estrées ihre Lager rund um Frenke, Börry und Bessinghausen auf, um tags darauf in der Schlacht bei Hastenbeck zu siegen.
- In den Jahren 1654 und 1655 wurden die Prozeduren gegen eine Hexe und einen Zauberer ausführlich im Kirchenbuch von Kirchohsen beschrieben.

Als später die Ämter Grohnde und Ohsen das Gebiet verwalteten, hatten sich die Verhältnisse gebessert. Im Jahre 1810 erfolgte die Anlage des Ohrbergparks. Im Jahre 1823 wurde das kleinere Amt Ohsen in das Amt Grohnde, dieses wiederum 1859 in das Amt Hameln eingegliedert. Daraus entstand 1885 der preußische Kreis Hameln.

### 20. Jahrhundert
Die Gemeinde Emmerthal wurde durch das „Gesetz zur Neugliederung der Gemeinden im Raum Hameln“ am 1. Januar 1973 aus 17 bis dahin selbständigen Orten gebildet.

### Einwohnerzahlentwicklung
| Jahr | Einwohnerzahl |
| ---- | ------------- |
| 1961 | 11.680        |
| 1970 | 11.163        |
| 1987 | 10.675        |
| 1990 | 10.936        |
| 1995 | 11.175        |
| 2000 | 11.385        |
| 2005 | 11.127        |
| 2010 | 10.552        |
| 2011 | 10.377        |
| 2015 | 9.876         |
| 2017 | 9.847         |

Einwohnerentwicklung von Emmerthal von 1961 bis 2017 nach nebenstehender Tabelle

(Einwohnerzahlen: 1961: am 6. Juni, 1970: am 27. Mai, jeweils in den heutigen Grenzen, ab 1987: jeweils am 31. Dezember)

## Politik

### Rat
Der Rat der Gemeinde Emmerthal besteht aus 23 Ratsfrauen und Ratsherren.
Stimmberechtigt im Rat ist außerdem der hauptamtliche Bürgermeister Andreas Grossmann (SPD).
Die letzte Kommunalwahl vom 12. September 2021 ergab das folgende Ergebnis:
- CDU: zehn Sitze
- SPD: acht Sitze
- FWE: zwei Sitze
- GRÜNE: zwei Sitze
- AfD: ein Sitz
- dieBasis: ein Sitz

### Bürgermeister
Hauptamtlicher Bürgermeister der Gemeinde Emmerthal ist Dominik Petters (SPD). Bei der letzten Bürgermeisterwahl am 26. September 2021 erhielt er 52,61 Prozent in der Stichwahl. Sein Gegenkandidat Nils Benze (CDU) erhielt 47,39 Prozent. Die Wahlbeteiligung lag bei 69,06 Prozent.

### Wappen
Wappenbeschreibung: Gespalten durch eine steigende einschweifige goldene Spitze, darin ein schwarzes Mühlrad; rechts in blau ein links gewendeter steigender rot gekrönter und rot bewehrter silberner Löwe, links in blau ein silberner Schrägrechtswellenbalken.
Die Gemeindefarben (auch Flaggenfarben) sind gold und blau.

## Kultur und Sehenswürdigkeiten

### Landschaft und (Rad-)Wandern
Die Landschaft um Emmerthal wird vom Seitental der Emmer und den Tälern von Weser und Ilse sowie den Wäldern vom Bückeberg, Scharfenberg, Hellberg, Ruhberg, Baßberg und Grohnder Forst geprägt. Emmerthal liegt am Weserradweg, am Weserberglandwanderweg und der Straße der Weserrenaissance.

### Bauwerke

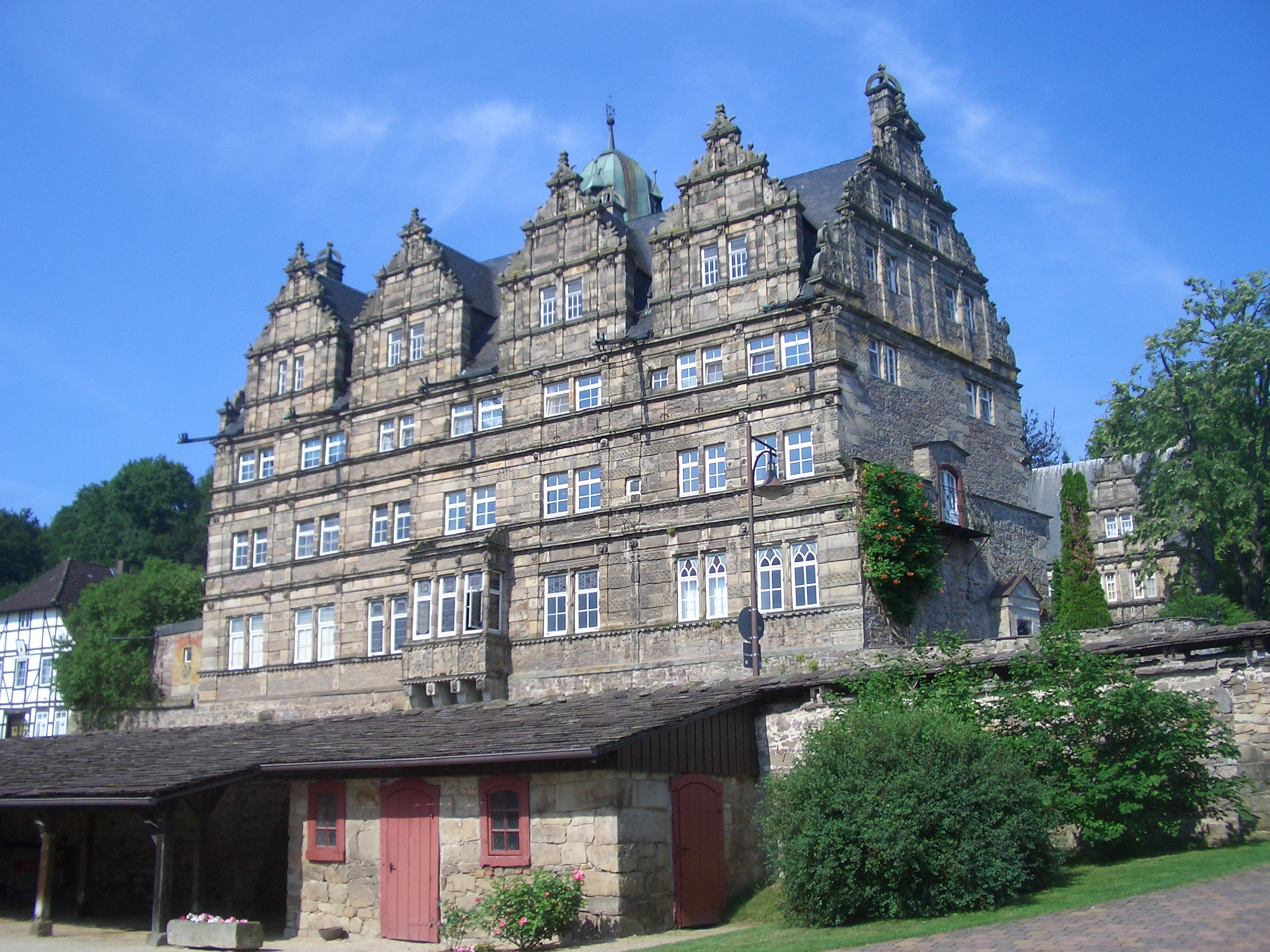
Schloss Hämelschenburg

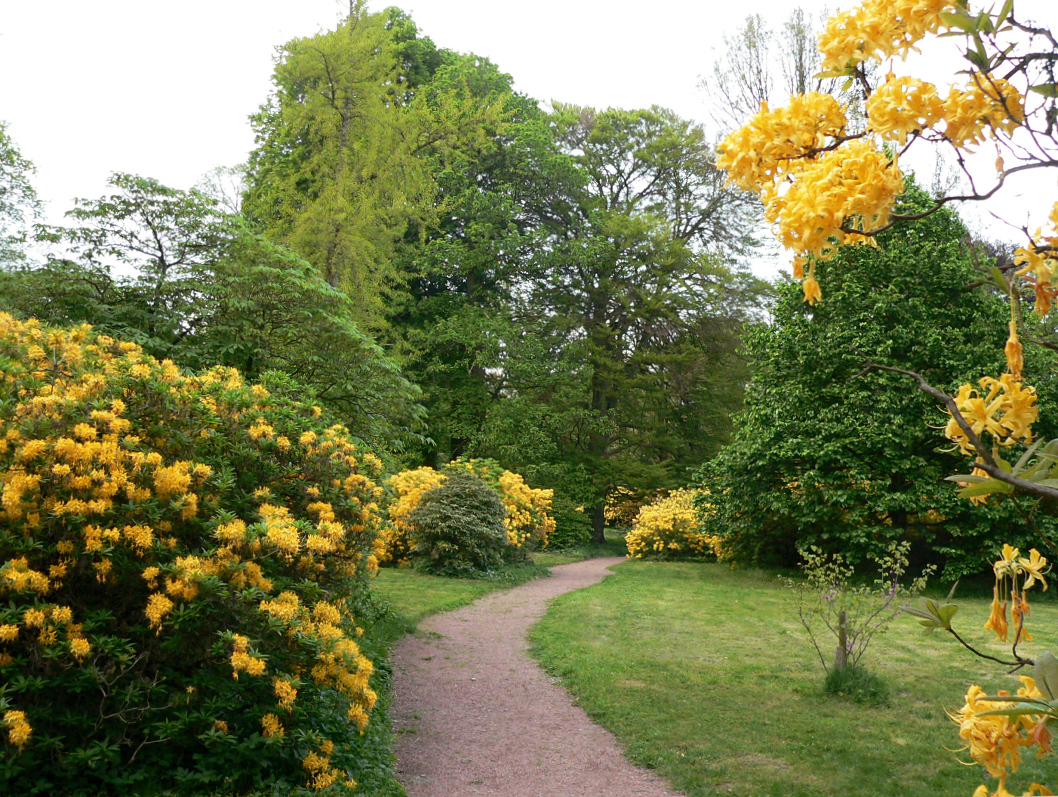
Ohrbergpark mit blühenden Azaleen im Frühjahr

- Schloss Hämelschenburg als Hauptwerk der Weserrenaissance und eine der letzten vollständig erhaltenen Renaissanceanlagen Deutschlands
- Rittergut Ohr als im Mittelalter entstandene Rittergut und seit 1307 im Besitz der Familie von Hake
- Die St.-Marien-Kirche am Schloss Hämelschenburg, eine der ältesten protestantischen Kirchbauten Norddeutschlands
- Das ehemalige Gelände des von 1933 bis 1937 stattgefundenen Reichserntedankfests

### Ohrbergpark
Im 1810 angelegten Ohrbergpark finden sich Azaleen- und Rhododendronbüsche sowie exotische Bäume. Im südlichen Teil gibt es einen Wechsel von Freiflächen und Gehölzpflanzungen, im nördlichen Teil geht der Park in einen lichten Wald mit Hohlwegen und Treppen über.

### Museum für Landtechnik und Landarbeit
Das Museum für Landtechnik und Landarbeit in Börry vermittelt einen Einblick in das bäuerliche Leben verschiedener Epochen. Thematisiert wird der Wandel von der manuellen zu mechanisierten Landwirtschaft. Auf einem Außengelände sind alte Landmaschinen ausgestellt.

### Kultur
Die Gemeinde führt das Emmerthaler Kulturprogramm „Zeit für Kultur in Emmerthal“ durch. Es gibt ein umfangreiches Kulturleben, unter anderem durch Museen.

### Musik
Es gibt verschiedene Gesangvereine, Chöre und Orchester.

### Sport und Soziales
Es gibt Sportvereine und Tennisplätze, Hallenbad und Sporthallen (in Kirchohsen), Kindergärten und Kinderspielkreis, Alten- und Pflegeheime sowie Einrichtungen für betreutes Wohnen.

## Wirtschaft und Infrastruktur
Emmerthal im Städtedreieck Hameln-Bad Pyrmont-Bodenwerder besitzt günstige Voraussetzungen für den Fremdenverkehr und Ansiedlungsvorhaben jeder Art. Es gibt Bauland aus Gemeindevermögen sowie erschlossenes Gelände für Gewerbeansiedlungen.

### Verkehr
Die Gemeinde ist verkehrsgünstig angeschlossen zwischen den Räumen Hannover-Hildesheim im Osten und Ostwestfalen-Lippe im Westen durch die Bundesstraße 83. Mit der Valentinibrücke wird die Berliner Straße (L 431) über die Weser geführt. Der Bahnhof Emmerthal zwischen Hagenohsen und Kirchohsen im Nordwesten der Gemeinde liegt an der Bahnstrecke Hannover–Altenbeken, die hier die Weser überquert und von der S-Bahnlinie S5 Paderborn–Hameln–Hannover Hbf–Flughafen Hannover befahren wird. Regelmäßig fahren auch Busse.
| Linie | Verlauf | Takt                                     |
| ----- | --- | ---------------------------------------- |
| S 5   | Paderborn Hbf – Altenbeken – Steinheim (Westf) – Schieder – Lügde – Bad Pyrmont – Emmerthal – Hameln – Bad Münder (Deister) – Springe – Völksen/Eldagsen – Bennigsen – Holtensen/Linderte – Weetzen – Hannover-Linden/Fischerhof – Hannover Bismarckstraße – Hannover Hbf – Hannover-Nordstadt – Hannover-Ledeburg – Hannover-Vinnhorst – Langenhagen Mitte – Langenhagen Pferdemarkt – Hannover Flughafen Stand: Fahrplanwechsel Juni 2022 | 60 min (Paderborn–Bad Pyrmont) 30/60 min |

Der Personenverkehr auf der Bahnstrecke Vorwohle–Emmerthal wurde 1982 eingestellt.
In Grohnde gibt es eine Rollfähre über die Weser.

### Unternehmen
Angesiedelt sind Metall- und holzverarbeitende Industrie, Apparatebau, Chemische Industrie, Arzneimittelproduktion. Neben dem Kernkraftwerk Grohnde (stillgelegt am 31. Dezember 2021) existieren eine Windkraftanlage in Börry und das Solarforschungsinstitut in Ohr. Daneben bestehen einige mittelständische Unternehmen.

### Öffentliche Einrichtungen
In Kirchohsen gibt es ein Schwimmbad, das vor 2002 renoviert wurde.

### Bildung
Es gibt Grundschulen in Kirchohsen, Amelgatzen und in Börry als Bildungshaus seit Januar 2015 in Verbindung mit der Kindertagesstätte, in Kirchohsen eine Haupt- und Realschule, die Johann-Comenius-Schule. Die Grundschule in Grohnde wurde im Sommer 2010 geschlossen.

### Forschungseinrichtungen
Am 18. November 1993 wurde in Ohr der Neubau des Instituts für Solarenergieforschung GmbH Hameln/Emmerthal (ISFH) seiner Bestimmung übergeben. Der Beschluss zur Gründung des Institutes für Solarenergieforschung wurde bereits 1985 von der Landesregierung in Hannover auf eine Initiative von Hellmut Glubrecht gefasst; 1987 nahm das Institut seine Arbeit in Hannover auf. 1993 zog die Abteilung Photovoltaik und die Abteilung Solarthermie in den Neubau bei Hameln ein; die seinerzeit dritte Abteilung Photokatalyse verblieb in Universitätsnähe am Standort in Hannover. Erst nach Abschluss einer Gebäudeerweiterung im Jahr 2000 wurde der Standort Hannover aufgegeben. Das Institut für Solarenergieforschung ist ein An-Institut der Universität Hannover; es beschäftigt derzeit rund 160 Mitarbeiter. Der Geschäftsführer des ISFH, Rolf Brendel ist gleichzeitig Lehrstuhlinhaber in der Fakultät für Mathematik und Physik und leitet dort die Abteilung Solarenergie. Im Jahr 2008 wurde ein rund 850 m² großer Erweiterungsbau (Technologiehalle) vor dem Hauptgebäude fertiggestellt. Die Technologiehalle beherbergt eine Vielzahl von Großgeräten für die industrielle Solarzellenproduktion und die Kollektorentwicklung.

## Söhne und Töchter der Gemeinde
- Konrad von Schäffer (1770–1838), Kriegsminister des Großherzogtums Baden
- Paul Jacobshagen (1889–1968), ev. Pastor, Kommunalpolitiker der NSDAP und Mitglied der Deutschen Christen[11]
- Walter Blumenberg (1895–1968), in Hajen geborener Hygieniker und Hochschullehrer
- Hans-Otto Budde (* 1948), deutscher General

## Personen mit Bezug zur Gemeinde
- Fritz Saacke (1926–2017), Bürgermeister von Emmerthal, Landrat, Landtagsabgeordneter